# Dorsale medio atlantica

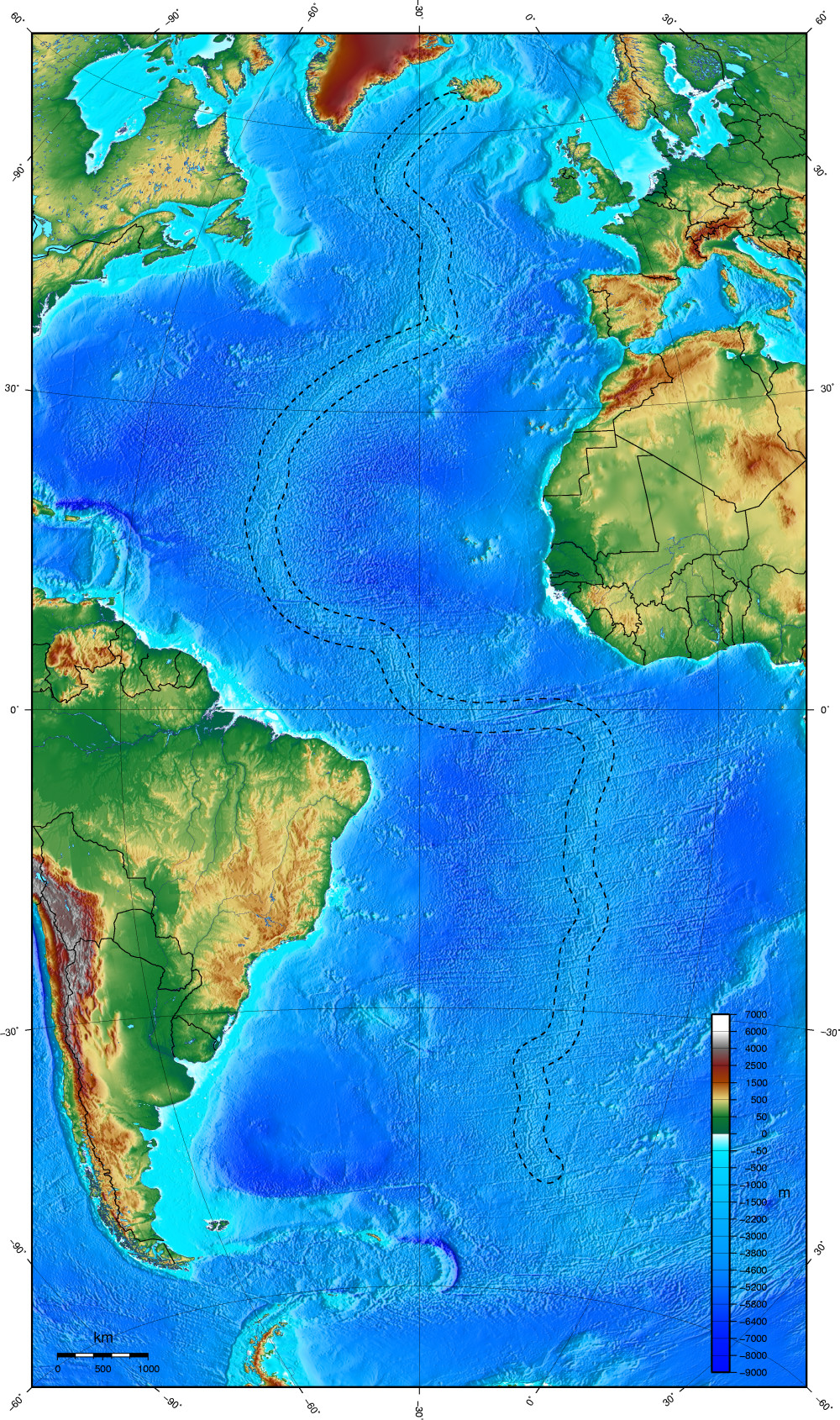
La Dorsale Medio Atlantica.

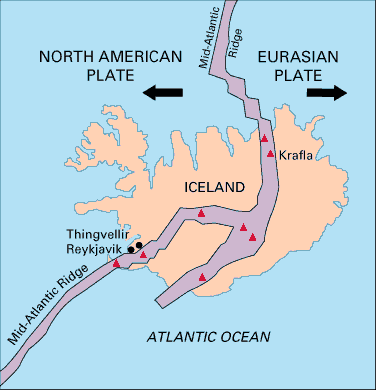
Posizione dell'Islanda sulla dorsale medio-atlantica. I triangoli rossi indicano alcuni dei principali vulcani attivi.

La dorsale medio atlantica è una dorsale oceanica, ossia una catena montuosa sottomarina, che si trova nell'Oceano Atlantico, che va dal Polo Nord fino all'Antartide, più o meno seguendo la linea mediana tra la costa europea-africana e quella americana. È la più lunga catena montuosa della Terra.

## Storia
L'esistenza di una dorsale oceanica fu ipotizzata da Matthew Fontaine Maury nel 1850, ma la conferma avvenne durante la spedizione della nave Challenger nel 1872 impegnata nella ricerca della localizzazione più adatta in vista del futuro posizionamento di un cavo telegrafico sottomarino. L'esistenza fu poi confermata da rilevazioni sonar nel 1925.
Negli anni cinquanta la mappatura dei fondali oceanici condotta dal gruppo di Marie Tharp e Bruce C. Heezen mostrò una inattesa batimetria delle valli e delle creste indicante che la vallata centrale era ancora sismologicamente attiva ed epicentro di molti terremoti. Fu rilevato che la dorsale faceva parte di un sistema di creste e avvallamenti oceanici lungo circa 40.000 km.
Questa scoperta portò alla teoria dell'espansione del fondale oceanico e all'accettazione della teoria della deriva dei continenti di Alfred Wegener.

## Descrizione
La dorsale medio atlantica è una catena vulcanica sottomarina che si estende da sud del Polo Nord all'Isola Bouvet, che si trova nell'oceano Atlantico a una latitudine di circa 20 gradi al di sotto del Sudafrica. La dorsale medio-atlantica, circa 16.000 km di lunghezza, è una conseguenza dell'attività vulcanica delle zone centrali della crosta oceanica atlantica. La crosta terrestre nel tempo ha subito delle fratture e a riparare queste fratture provvede la dorsale medio-atlantica.
I vulcani sottomarini eruttano la lava che a contatto con l'acqua si solidifica depositandosi sul fondale marino facendolo innalzare ogni anno di circa 2,5 cm. Alcuni tratti della dorsale medio-atlantica sono così alti che s'innalzano al di sopra del livello del mare formando delle isole. Queste includono l'isola Jan Mayen nell'Oceano Artico, l'Islanda, le Azzorre, l'Arcipelago di San Pietro e San Paolo e degli isolotti a San Paolo, Isola dell'Ascensione, Tristan da Cunha (che è il punto più alto della dorsale medio-atlantica, Picco Queen Mary, 2 km sul livello del mare), l'Isola Gough e l'Isola Bouvet.
Si può considerare la dorsale come l'origine della placca euroasiatica, africana, nordamericana e sudamericana giacché da essa fuoriesce magma con spinta ad allontanamento verso est e verso
ovest e creazione di nuova crosta terrestre contrapposte alle zone di subduzione ovvero distruzione della crosta terrestre presenti nell'area dell'oceano pacifico.

### Affioramenti
Si tratta di una grande dorsale oceanica, che ha come unici punti di emersione l'Islanda ed alcune piccole isole elencate qui di seguito, da nord verso sud, con le loro rispettive vette più alte, elevazione in metri e posizione geografica (latitudine e longitudine):

Emisfero boreale (dorsale nord-atlantica)
- Jan Mayen (Beerenberg, 2277 m,m, 71°06'N, 08°12'W), nel Mar Glaciale Artico
- Islanda (Hvannadalshnjúkur nel Vatnajökull, 2109,6 m, 64°01'N, 16°41'W)
- Azzorre (Ponta do Pico o Pico Alto, sul Pico Island, 2351 m, 38°28′00″N 28°24′00″W)
- Rocce di San Pietro e Paolo (Roccia sud-orientale, 22,5 m,, 00°55'08"N, 29°20'35"W)

Emisfero australe (dorsale sud-atlantica)

- Isola dell'Ascensione (Il Picco, Montagne Verdi, 859 m,, 07°59'S, 14°25'W)
- Tristan da Cunha (Queen Mary's Peak, 2062 m, 37°05'S, 12°17'W)
- Isola Gough (Edinburgh Peak, 909 m,, 40°20'S, 10°00'W)
- Isola Bouvet (Olavtoppen, 780 m,, 54°24'S, 03°21'E)